# Trois Bateaux par jour
Pour les articles homonymes, voir Italy (homonymie).
Pour plus de détails, voir Fiche technique et Distribution.
Trois Bateaux par jour (Italy Rebuilds) est un court métrage américain réalisé par Victor Vicas, sorti en 1947.

## Fiche technique
- Titre français : Trois Bateaux par jour[1]
- Titre original : Italy Rebuilds
- Réalisateur : Victor Vicas
- Scénario : Philip H. Reisman Jr. ; d'après une histoire de : Norman Borisoff
- Musique : Gene Forrell
- Société de production : International Film Foundation
- Pays :  États-Unis
- Format : noir et blanc - 1,37:1 - mono
- Durée : 19 minutes
- Genre : film social

## Fiche artistique
- Commentaires : Julien Bryan